# Libertador (Carabobo)
Der Bezirk (Municipio) Libertador ist einer von 14 Bezirken des Bundesstaats Carabobo im Norden Venezuela.
Der Regierungssitz ist die Stadt Tocuyito.

## Geschichte
Die Region wurde früher von Indianern bewohnt.
Die Schlacht von Carabobo fand hier am 24. Juni 1821 statt.

## Verwaltungsgliederung
Der Bezirk gliedert sich in zwei Parroquias:
| Parroquia               | Verwaltungssitz |
| ----------------------- | --------------- |
| Parroquia Tocuyito      | Tocuyito        |
| Parroquia Independencia | Independencia   |

Das Gefängnis von Tocuyito befindet sich hier.